# Yükseltepe, Keçiören
Yükseltepe là một xã thuộc huyện Keçiören, tỉnh Ankara, Thổ Nhĩ Kỳ.